# Stanisław Skarbek (pułkownik)
Stanisław hr. Skarbek herbu Awdaniec (ur. 18 listopada 1893, zm. 14 sierpnia 1982 w Anglii) – pułkownik Wojska Polskiego.

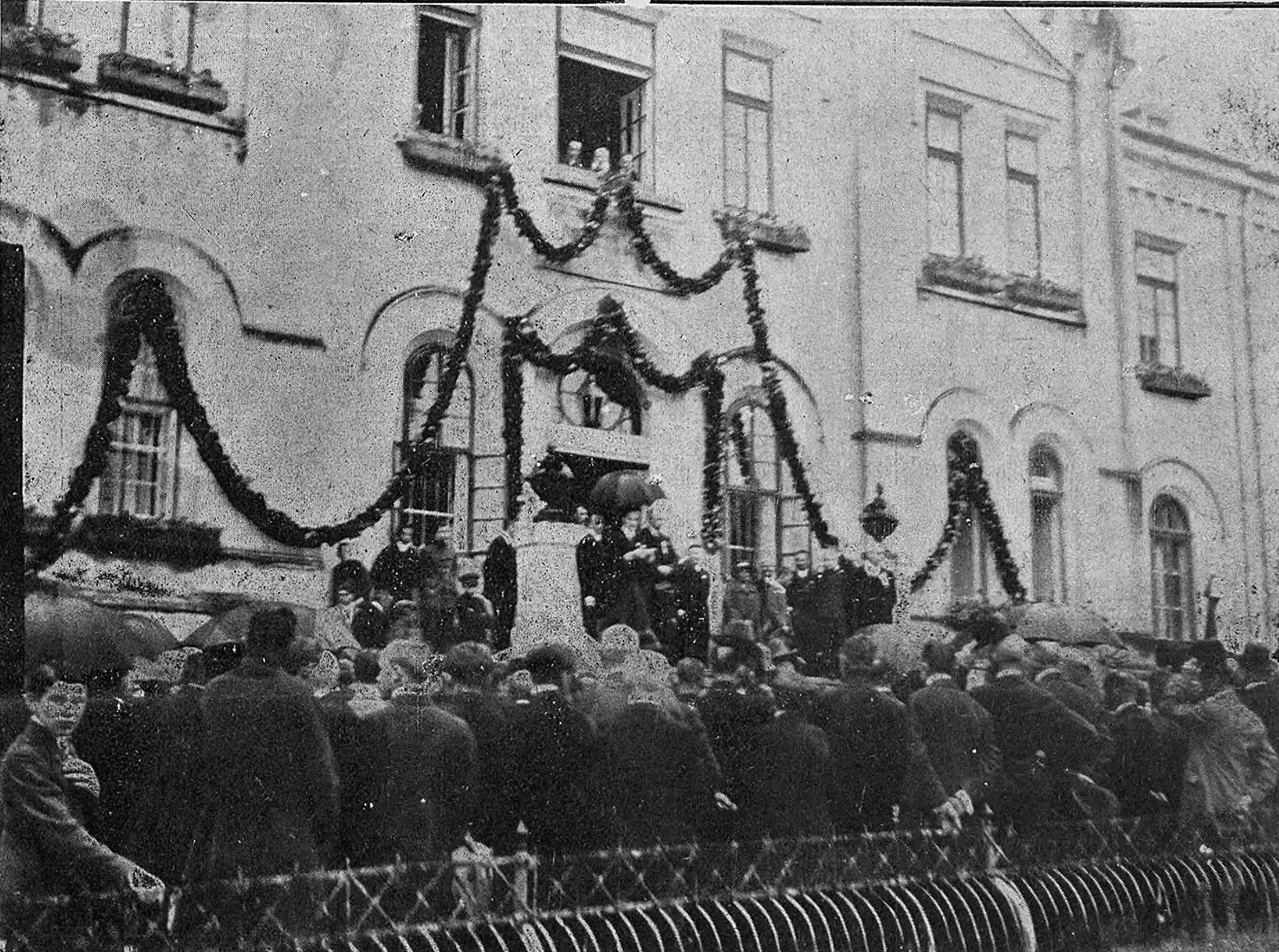
Stanisław Skarbek przemawia podczas 50-lecia Zakładu w Drohowyżu (lipiec 1925)

## Życiorys
Urodził się 18 listopada 1893. Po zakończeniu I wojny światowej, jako były oficer c. i k. armii został przyjęty do Wojska Polskiego i zatwierdzony w stopniu podporucznika. Uczestniczył w wojnie polsko-bolszewickiej. Został awansowany na stopień rotmistrza kawalerii ze starszeństwem z dniem 1 czerwca 1919. W 1923, 1924 był oficerem rezerwowym 2 pułku szwoleżerów w Bielsku. W 1934 był rotmistrzem rezerwy 14 pułku ułanów jazłowieckich ze Lwowa i pozostawał wówczas w ewidencji Powiatowej Komendy Uzupełnień Lwów Miasto. Do 1939 pozostawał poza wojskową służbą czynną. W okresie II Rzeczypospolitej sprawował posadę ostatniego kuratora Fundacji hr. Stanisława Skarbka, sprawującej pieczę nad Zakładem Sierot i Ubogich w Drohowyżu.
Po wybuchu II wojny światowej w listopadzie 1939 w stopniu rotmistrza został przydzielony do Gabinetu Wojskowego Prezydenta RP Władysława Raczkiewicza, gdzie objął stanowisko I adiutanta oraz zastępcy szefa GWPRP (II adiutantem był rtm. Jan Kościa). Swoje funkcje pełnił do czasu przejścia do Polskiego Korpusu Przysposobienia i Rozmieszczenia, utworzonego po zakończeniu wojny w 1945. Po wojnie pozostał na emigracji. Będąc w stopniu podpułkownika 7 marca 1960 został powołany na członka Kapituły Krzyża Orderu Wojennego Virtuti Militari. Awansowany na stopień pułkownika.
Zmarł 14 sierpnia 1982 w Anglii.

## Ordery i odznaczenia
- Krzyż Srebrny Orderu Virtuti Militari[1][2]
- Krzyż Niepodległości[1]
- Order Odrodzenia Polski[1][2]
- Krzyż Walecznych – dwukrotnie[1][2]
- Krzyż Zasługi z Mieczami[2]